# Henryk Muszyński
Henryk Józef Muszyński (ur. 20 marca 1933 w Kościerzynie) – polski duchowny rzymskokatolicki, profesor nauk teologicznych, biskup pomocniczy chełmiński w latach 1985–1987, biskup diecezjalny włocławski w latach 1987–1992, arcybiskup metropolita gnieźnieński w latach 1992–2010 i prymas Polski w latach 2009–2010, wiceprzewodniczący Konferencji Episkopatu Polski w latach 1994–1999, od 2010 arcybiskup senior archidiecezji gnieźnieńskiej.

## Życiorys
Urodził się 20 marca 1933 w Kościerzynie. W latach 1947–1951 kształcił się w Państwowym Gimnazjum i Liceum im. Józefa Wybickiego w Kościerzynie, które ukończył złożeniem egzaminu dojrzałości. W latach 1951–1957 odbył studia filozoficzno-teologiczne w Wyższym Seminarium Duchownym w Pelplinie. Święceń prezbiteratu udzielił mu 28 kwietnia 1957 w katedrze Wniebowzięcia Najświętszej Maryi Panny w Pelplinie biskup diecezjalny chełmiński Kazimierz Kowalski. W latach 1960–1963 studiował biblistykę na Wydziale Teologicznym Katolickiego Uniwersytetu Lubelskiego, uzyskując w 1963 licencjat z teologii. W latach 1963–1965 odbył studia w Papieskim Instytucie Biblijnym w Rzymie, ukończone przyznaniem mu licencjatu z nauk biblijnych. Od 1965 do 1967 kontynuował studia we Franciszkańskim Studium Biblijnym w Jerozolimie, po których w 1967 na podstawie dysertacji Wyobrażenia fundamentu w Starym Testamencie. Archeologia i egzegeza uzyskał doktorat z teologii. W latach 1967–1968 pogłębiał specjalizację w Instytucie Badań Qumrańskich w Heidelbergu. W 1973 po przedłożeniu pracy Fundament, obraz i metafora w rękopisach z Qumran. Studium do pradziejów nowotestamentalnego pojęcia «themalios» uzyskał w Papieskim Instytucie Biblijnym w Rzymie doktorat z nauk biblijnych. W 1979 na podstawie rozprawy Chrystus – fundament i kamień węgielny Kościoła w świetle tekstów qumrańskich otrzymał w Akademii Teologii Katolickiej w Warszawie stopień doktora habilitowanego. W 1986 Rada Państwa nadała mu tytuł profesora nadzwyczajnego nauk teologicznych.
W latach 1957–1960 pracował jako wikariusz w parafii św. Józefa w Gdyni. W diecezji chełmińskiej pełnił funkcję diecezjalnego referenta ds. laikatu.
Od 1968 do 1987 prowadził wykłady z Pisma Świętego w Wyższym Seminarium Duchownym w Pelplinie. Jednocześnie w latach 1968–1973 pełnił tamże funkcję prefekta studiów. W latach 1973–1991 był związany z Akademią Teologii Katolickiej w Warszawie. W 1973 został adiunktem w Katedrze Biblistyki Wydziału Teologicznego, a w 1981 docentem. Od 1984 do 1989 był kierownikiem Katedry Starego Testamentu. Pełnił obowiązki kierownika Katedry Archeologii Starożytnego Bliskiego Wschodu, a także był kuratorem archeologii chrześcijańskiej. W latach 1981–1983 sprawował urząd prodziekana, a w latach 1985–1986 dziekana Wydziału Teologicznego. Od 1982 do 1985 był przedstawicielem uczelni w Radzie Głównej Nauki i Szkolnictwa Wyższego.
Autor prac naukowych i popularnonaukowych z zakresu biblistyki, kapłaństwa, dialogu chrześcijan z wyznawcami judaizmu oraz duchowej jedności Europy. Przez naukowców uznawany za jednego z nielicznych chrześcijańskich badaczy, którzy w sposób merytoryczny zajęli się rękopisami z Qumran. Badania te były jednak sporadyczne i znane tylko wąskiemu gronu studentów i naukowców. W 2011 został członkiem honorowym Poznańskiego Towarzystwa Przyjaciół Nauk, a w 2012 członkiem rzeczywistym Instytutu Kaszubskiego.
23 lutego 1985 papież Jan Paweł II mianował go biskupem pomocniczym diecezji chełmińskiej ze stolicą tytularną Villa Regis. Święcenia biskupie otrzymał 25 marca 1985 w bazylice katedralnej Wniebowzięcia Najświętszej Maryi Panny w Pelplinie. Udzielił mu ich kardynał Józef Glemp, prymas Polski, któremu asystowali biskup diecezjalny chełmiński Marian Przykucki i biskup pomocniczy chełmiński Zygfryd Kowalski. Jako swoją dewizę biskupią przyjął słowa „In Verbo Tuo” (Na Twoje Słowo). W latach 1985–1987 sprawował urząd wikariusza generalnego diecezji. Rezydował w Gdyni, gdzie pełnił funkcję wikariusza biskupiego dla Wybrzeża Gdyńskiego i miasta Gdyni. Jednocześnie był proboszczem parafii Najświętszego Serca Pana Jezusa w Gdyni i kierownikiem Diecezjalnego Studium Teologicznego w Gdyni.
19 grudnia 1987 został przeniesiony na urząd biskupa diecezjalnego diecezji włocławskiej, którą kanonicznie przejął 29 grudnia 1987. 17 stycznia 1988 odbył ingres do katedry Wniebowzięcia Najświętszej Maryi Panny we Włocławku. W 1991 podejmował w diecezji papieża Jana Pawła II w trakcie jego IV podróży apostolskiej do Polski.
25 marca 1992, w związku ze zmianą struktur administracyjnych Kościoła katolickiego w Polsce i likwidacją unii personalnej łączącej arcybiskupstwa w Gnieźnie i w Warszawie, Jan Paweł II mianował go arcybiskupem metropolitą gnieźnieńskim. 5 kwietnia 1992 odbył ingres do bazyliki prymasowskiej Wniebowzięcia Najświętszej Maryi Panny w Gnieźnie, a 29 czerwca 1992 otrzymał w bazylice św. Piotra w Rzymie paliusz metropolitalny. W 1995 zapoczątkował synod archidiecezjalny. Dwukrotnie przyjmował w archidiecezji papieża Jana Pawła II: w 1997 w Gnieźnie i w 1999 w Bydgoszczy. W latach 1997, 2000, 2003, 2004, 2005, 2007 i 2010 był organizatorem i gospodarzem zjazdów gnieźnieńskich, nawiązujących do tradycji zjazdu gnieźnieńskiego z roku 1000. Obejmując w 1992 urząd arcybiskupa metropolity gnieźnieńskiego, nie uzyskał jednak tytułu prymasa Polski. Godność tę zachował jego poprzednik Józef Glemp, odtąd wyłącznie arcybiskup metropolita warszawski. Otrzymał ją 19 grudnia 2009, gdy Glemp ukończył 80 rok życia, a tytuł prymasa Polski został ponownie połączony z urzędem arcybiskupa gnieźnieńskiego. 8 maja 2010 papież Benedykt XVI przyjął jego rezygnację z obowiązków arcybiskupa metropolity gnieźnieńskiego. Do czasu objęcia urzędu przez następcę papież zlecił mu zarządzanie archidiecezją w charakterze administratora apostolskiego.
W ramach prac Episkopatu Polski był członkiem Rady Głównej (Stałej), a w latach 1994–1999 wiceprzewodniczącym Konferencji Episkopatu Polski. W latach 1986–1994 przewodniczył Podkomisji (od 1989 Komisji) ds. Dialogu z Judaizmem, w latach 1994–2002 Komisji ds. Nauki Katolickiej, w latach 1996–2000 Krajowemu Komitetowi Organizacji Wielkiego Jubileuszu Roku 2000, a w latach 2010–2012 Zespołowi ds. Rozmów z Rosyjskim Kościołem Prawosławnym. Ponadto od 1994 do 1999 był wiceprzewodniczącym Rady Naukowej, a także członkiem Komisji Duszpasterstwa Ogólnego. W latach 1994–2005 pełnił funkcję współprzewodniczącego Zespołu ds. Kontaktów Episkopatów Polski i Niemiec, a w latach 1999–2005 delegata ds. kontaktów z Komisją Episkopatów Wspólnoty Europejskiej.

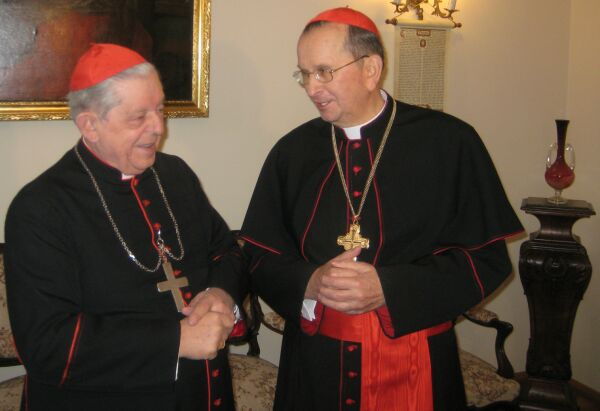
Henryk Muszyński razem z kard. Józefem Glempem (2009)

W latach 1990–2005 należał do Rady Sekretariatu Generalnego Synodu Biskupów i uczestniczył w jego czterech zgromadzeniach: w 1990 (pełnił wtedy funkcję sekretarza specjalnego), w 1994, 2001 i 2005. W latach 1994–2010 był członkiem Papieskiej Rady ds. Popierania Jedności Chrześcijan, a w latach 2002–2010 członkiem Kongregacji Nauki Wiary.
Działał na rzecz dialogu chrześcijańsko-żydowskiego oraz polsko-żydowskiego. Występował przeciwko przejawom antysemityzmu i antypolonizmu. Zapoczątkował i popierał prowadzenie wykładów i badań z dziedziny judaizmu na polskich uczelniach katolickich. Przyczynił się do otwarcia w 1994 Instytutu Dialogu Katolicko-Żydowskiego na Akademii Teologii Katolickiej w Warszawie, był także członkiem Komitetu Budowy Muzeum Historii Żydów Polskich. Popierał proces porozumienia polsko-niemieckiego – w 1995 wraz z biskupem Walterem Kasperem zredagował list Episkopatów Niemiec i Polski na temat dialogu, pojednania i wspólnego świadectwa chrześcijańskiego w budowie zjednoczonej Europy. Po synodzie biskupów w 1990 brał udział w przygotowaniu adhortacji apostolskiej Pastores dabo vobis. W 2002 był inicjatorem dokumentu Biskupi polscy wobec integracji europejskiej, prezentującego stanowisko Episkopatu Polski wobec procesu integracji Polski z Unią Europejską.
W 1992 konsekrował biskupa diecezjalnego włocławskiego Bronisława Dembowskiego, a w 2003 biskupa pomocniczego gnieźnieńskiego Wojciecha Polaka. Ponadto był współkonsekratorem podczas sakr dziewięciu biskupów.

## Odznaczenia i wyróżnienia

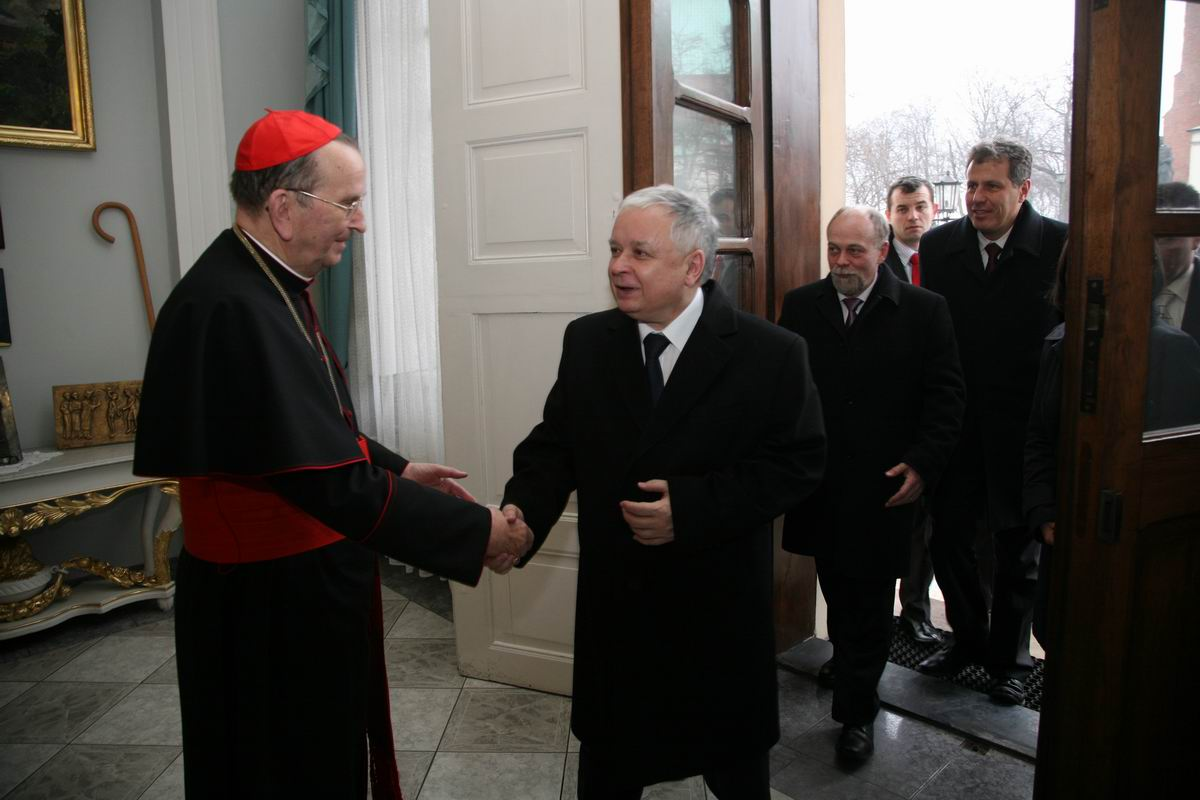
Henryk Muszyński i prezydent Polski Lech Kaczyński (2010)

Postanowieniem marszałka Sejmu Bronisława Komorowskiego wykonującego obowiązki prezydenta RP z 8 czerwca 2010 został odznaczony Krzyżem Wielkim Orderu Odrodzenia Polski. Wcześniej postanowieniem z 8 listopada 2001 prezydent Aleksander Kwaśniewski nadał mu Krzyż Komandorski tegoż orderu. W 2001 został udekorowany Wielkim Krzyżem Zasługi z Gwiazdą Orderu Zasługi Republiki Federalnej Niemiec, przyznanym przez prezydenta Niemiec Johannesa Raua. W 1996 został przyjęty w poczet członków Zakonu Rycerskiego Grobu Bożego w Jerozolimie w randze Komandora z Gwiazdą.
Nadano mu tytuł honorowego obywatela: Włocławka (1992), Kościerzyny (1998), Mogilna (2002), Gniezna (2007) i Bydgoszczy (2010), a także Gołańczy. Został uhonorowany odznaką Zasłużony dla Miasta, Województwa i Regionu (Bydgoszcz 1998), medalem Zasłużony dla Województwa Wielkopolskiego (2002), Medalem Kazimierza Wielkiego za zasługi dla miasta Bydgoszczy (2004) i Medalem Koronacyjnym za zasługi dla Gniezna (2005).
Tytuł doktora honoris causa przyznały mu władze Uniwersytetu Fryderyka Wilhelma w Bonn (2003) i Uniwersytetu Kazimierza Wielkiego w Bydgoszczy (2008). Został także wyróżniony Medalem za Zasługi dla Uniwersytetu im. Adama Mickiewicza (2011).
Ponadto otrzymał: nagrodę naukową im. Leopolda Lucasa, przyznaną przez Fakultet Protestancki Uniwersytetu w Tybindze (1997), Medal im. Bubera-Rosenzweiga, nadany przez Niemiecką Radę Koordynacyjną Towarzystw Współpracy Chrześcijańsko-Żydowskiej (1999), statuetkę Złotego Hipolita i godność Wybitnej Osobistości Pracy Organicznej od Towarzystwa im. Hipolita Cegielskiego w Poznaniu (2004), wyróżnienie Stowarzyszenia Biblistów Polskich „za wybitne zasługi dla biblistyki polskiej” (2007), Złotą Odznakę Honorową Katolickiego Stowarzyszenia Civitas Christiana (2007), nagrodę „Pontifici” Klubu Inteligencji Katolickiej w Warszawie (2007), Order św. Wiktorii, będący wyróżnieniem diecezji łowickiej (2011), nagrodę „Zasłużony dla Tolerancji”, przyznaną przez Fundację Ekumeniczną „Tolerancja” (2013), Nagrodę im. Księdza Stanisława Musiała (za rok 2018), Menorę Dialogu przyznaną przez Stowarzyszenie Coexist i Fundację Signum (2020). Został także odznaczony komandorią Missio Reconciliationis.